# Чеська Есперанто-Молодь
Чеська Есперанто-Молодь (есп. Ĉeĥa Esperanto-Junularo, ĈEJ) — національна організація молодих есперантистів Чехії, чеська секція Всесвітньої Есперантистської Молодіжної Організації.
Мета спілки — об'єднати молодих людей, що говорять на есперанто, та представити цю мову громадськості як живий, сучасний та ефективний засіб міжнародної комунікації між людьми. Спільнота також сприяє мовній демократії, культурному розмаїттю, боротьбі проти расизму та ксенофобії.

## Історія ĈEJ
Молоді чеські есперантисти провадили свою діяльність до створення Чеської Есперанто-Асоціації (ĈEA) у 1969 році. Потім вони продовжували працювати під егідою даної організації. У 1982 році з'явилася молодіжна секція «дорослої» асоціації, яка отримала назву чеськ. Česká esperantská mládež. Проте з кінця 1990-х років діяльність секції припинилася: далася взнаки нестача людей відповідного віку (до 29 років) на керівних посадах. Однак громада молодих есперантистів Чехії постійно поповнювалася завдяки поширенню нових шляхів навчання і спілкування у Інтернеті.
Враховуючи наявні обставини у 2005 році спільними зусиллями трьох студентів було відновлено Чеську Есперанто-Молодь, цього разу вже як окрему асоціацію громадян, хоча тісно співпрацюючу з «дорослою» організацією. Метою засновників було створити чеський молодіжний клуб есперанто, який об'єднав би всіх молодих есперантистів країни та тих, хто цікавиться есперанто. На меті також було проведення курсів, організація зустрічей та спільних поїздок на закордонні заходи, збір інформації про есперанто та його використання, допомога у використанні есперанто для листування, подорожей, дружби тощо.
У липні 2009 року до міста Ліберець приїхало понад триста молодих людей з усього світу. Спільними зусиллями чеських, німецьких та польських молодих есперантистів тут було організовано 65-й Міжнародний молодіжний конгрес есперанто. Захід підтримали відомі політики та культурні діячі, про нього повідомляли провідні медіа.

## Сьогодення
В останні роки ĈEJ нараховує близько ста членів. Крім того, почесним членством організацію підтримало кілька відомих у країні осіб, які зробили вагомий внесок у розвиток молодіжного руху есперанто, зокрема, колишній празький архієпископ Мілослав Влк та відомий богослов, психіатр і письменник Макс Кашпару.
Щорічно під егідою ĈEJ проводиться національна зустріч молодих есперантистів. Зі Словацькою Есперантською Молоддю (SKEJ) було створено неформальне об'єднання під назвою ĈeSKEJ (від абревіатур національних організацій ĈEJ і SKEJ). В рамках цього об'єднання організовуються спільні заходи.
ĈEJ бере участь у перекладацьких та видавничих проектах: роботах над субтитрами фільмів, інформаційними бюлетенями, вебсторінками.
Діяльність ĈEJ локалізована у двох клубах (Празі та Брно), кожен з яких збирається приблизно один раз на місяць.